# أنتاليا (مبنى)
أنتيليا هو مقر إقامة الملياردير الهندي موكيش أمباني وعائلته. يقع في شارع المليارديرات في مومباي، الهند. تم تشييده بين عامي 2006 و2010 بتكلفة تقريبية تبلغ 2 مليار دولار أمريكي، وقدرت قيمته بـ 4.6 مليار دولار أمريكي في عام 2023.
تم تصميم المبنى لتحمل زلزال بقوة 8 درجات، ويضم 27 طابقًا ويبلغ ارتفاعه 173 مترًا (568 قدمًا)، ويغطي أكثر من 6070 مترًا مربعًا (65340 قدمًا مربعًا). تم تخصيص الطوابق الستة العليا كمناطق سكنية خاصة، بتصميم مستوحى من نبات اللوتس والشمس ويحتوي على وسائل الراحة بما في ذلك مرآب يتسع لـ 168 سيارة، وقاعة رقص، وتسعة مصاعد عالية السرعة، ومسرح يتسع لـ 50 مقعدًا، وحدائق تراس. وحمام سباحة ومنتجع صحي ومركز صحي ومعبد وغرفة ثلجية تقذف رقاقات الثلج من الجدران.